# Celtic Woman: Lullaby
Celtic Woman: Lullaby är ett studioalbum av Celtic Woman. Albumet släpptes den 15 februari 2011.

## Låtlista
| Nr  | Titel                     | Vokalist(er)                                             | Längd |
| --- | ------------------------- | -------------------------------------------------------- | ----- |
| 1.  | When You Wish upon a Star | Lisa Kelly, Máiréad Nesbitt                              | 3:17  |
| 2.  | Stay Awake                | Chloë Agnew, Lynn Hilary, Kelly, Nesbitt                 | 3:22  |
| 3.  | Baby Mine                 | Agnew                                                    | 3:10  |
| 4.  | Goodnight My Angel        | Agnew, Hilary, Kelly                                     | 3:14  |
| 5.  | Over the Rainbow          | Agnew, Órla Fallon, Méav Ní Mhaolchatha, Hayley Westenra | 2:38  |
| 6.  | Suantrai                  | Hilary                                                   | 3:19  |
| 7.  | Walking in the Air        | Agnew                                                    | 3:29  |
| 8.  | The Blessing              | Kelly                                                    | 3:51  |
| 9.  | Brahms' Lullaby           | Agnew                                                    | 2:18  |
| 10. | Hush Little Baby          | Kelly                                                    | 0:50  |

## Listplaceringar
- Billboard 200 - 126 (2011)
- Billboard Top World Music Albums - 5 (2011)
- Billboard Kid Albums - 8 (2011)